# Josep Socias Gradolí
Josep Socias Gradolí (Palma de Mallorca, 1857 - 1934) fue un notario y político conservador español. Se licenció en Derecho y obtuvo por oposición plaza de notario. Fue destacado miembro del Partido Conservador, con el que formó parte de las comisiones de Baleares que informaron sobre el derecho foral de Mallorca (1885-1999), en las que se mostró partidario del uniformismo con el Código Civil español. Fue presidente de la Diputación de las Islas Baleares en 1896-1898 y 1903-1905.
Fue diputado a Cortes por Mallorca en las elecciones generales de 1907, 1914, 1916, 1918, 1919 y 1920. Durante estos años rompió con Antonio Maura para apoyar Eduardo Dato, fue decano del Colegio de Abogados de Mallorca (1911-1913) y presidente de la Compañía de Tranvías de Palma en 1919, cargo desde el que reprimió con dureza las reivindicaciones obreras. En las elecciones de 1923 fue desplazado por Juan March y se retiró de la política, aunque durante la Segunda República apoyó al partido de éste, el Partido Republicano de Centro.

## Obras
- Derecho foral de Mallorca (1916)